# Торрес, Кристиан Алехандро
Кристиан Алехандро Торрес Фраусто (исп. Cristian Alejandro Torres Frausto; 12 февраля 1996, Леон-де-лос-Альдама, Мексика) — мексиканский футболист, защитник клуба «Леон».

## Клубная карьера
Торрес начал карьеру в клубе «Леон». В 2014 году он был включён в заявку основной команды на сезон. 13 апреля в матче против «Толуки» Кристиан дебютировал в мексиканской Примере. В этом же сезоне он стал чемпионом страны. 26 августа 2015 года в поединке Кубка Мексики против «Коррекаминос» Торрес забил свой первый гол за «Леон».

## Достижения
Командные
 «Леон»
- Чемпионат Мексики по футболу — Клаусура 2014